# Snatch (Fernsehserie)
Snatch ist eine britisch-US-amerikanische Fernsehserie, die seit 16. März 2017 bei der Streamingplattform Crackle zu sehen ist. Sie basiert lose auf dem gleichnamigen Film Snatch – Schweine und Diamanten von Guy Ritchie.
Die Serie wurde für eine zweite Staffel verlängert. 
Im deutschsprachigen Raum war die Serie erstmals seit 23. Mai 2017 beim Sender AXN zu sehen.

## Inhalt
Die Serie folgt einer Gruppe junger Betrüger, die sich mit einem Lastwagen voller gestohlener Goldbarren wiederfindet und bald in die Welt des organisierten Verbrechens verwickelt wird.

## Besetzung
- Luke Pasqualino als Albert Hill
- Rupert Grint als Charlie Cavendish-Scott
- Lucien Laviscount als Billy ‘Fuckin’ Ayres
- Phoebe Dynevor als Lotti Mott
- Juliet Aubrey als Lily Hill
- Marc Warren als DI Bob Fink
- Stephanie Leonidas als Chloe Cohen
- Tamer Hassan als Hate 'Em
- Dougray Scott als Vic Hill
- Úrsula Corberó als Inés

## Rezeption
Die Serie Snatch erhielt überwiegend schwache Kritiken. Basierend auf der Auswertung von 18 Kritiken ermittelte Rotten Tomatoes für die erste Staffel eine Positivquote von lediglich 39 Prozent. Laut dem Serienjunkies.de-Redakteur Bjarne Bock könne man sie als „unnötige Filmadaption“ verbuchen. Bock bemängelt den fehlenden Mut des Serienschöpfers Alex De Rakoff, sich von der Guy-Ritchie-Vorlage abzugrenzen. Mark Perigard vom Boston Herald kritisiert: „Die Serie ist überladen mit Charakterisierungen, die humorvoll erscheinen sollen, stattdessen jedoch einfach nur dumm oder beleidigend sind.“